# Barka (Syria)
Barka (arab. برقة) – miejscowość w Syrii, w muhafazie Dara. W 2004 roku liczyła 1183 mieszkańców.